# Godoy Moreira
Godoy Moreira là một đô thị thuộc bang Paraná, Brasil. Đô thị này có diện tích 131,005 km², dân số năm 2007 là 3639 người, mật độ 21,1 người/km².